# 中法兰克王国
中法兰克王国（拉丁語：Francia media）是西欧中世纪时期的一个国家，版圖橫跨今日之荷蘭、比利時、盧森堡、法國的洛林和勃艮第、瑞士以及北意大利。中法蘭克原是法蘭克王國解體之後所誕生的國家，但最後被同族的西法蘭克和東法蘭克瓜分而亡。
840年，法兰克国王虔诚者路易去世，虔诚者路易的长子洛泰爾同其两个弟弟日耳曼人路易和禿頭查理发生战争。843年，洛泰尔、日耳曼人路易和禿頭查理在凡尔登订立《凡尔登条约》，瓜分法兰克王国。虔诚者路易的长子洛泰尔一世承袭皇帝称号，并获得法兰克帝国中部的领土。中法兰克王国领土涵盖自莱茵河下游以南、经罗纳河流域，至意大利中部地区的疆域。
855年，洛泰尔一世死后，中法兰克王国一分为三，分别为洛林、普罗旺斯及北意大利。870年，《梅尔森条约》签定后，原中法兰克王国北部领土（洛塔林吉亚、普罗旺斯）被西法兰克王国、东法兰克王国瓜分。其南部领土逐步分裂演变为勃艮第公国和勃艮第王国而分别被法兰西王国吸收和加入神圣罗马帝国。